# Xestia consanguinea
Xestia consanguinea är en fjärilsart som beskrevs av Moore 1881. Xestia consanguinea ingår i släktet Xestia och familjen nattflyn. Inga underarter finns listade i Catalogue of Life.